# Al Moukalla
Al Moukalla est une ville du Yémen, sur l'Océan indien, à 480 km d'Aden. 
C’est la capitale de la province de l’Hadramaout, desservie par le Riyan Airport.
C’est un port prospère et un important centre de pêche, voué à l'exportation. Avec environ 150 000 habitants, c’est la septième ville du Yémen. Le port d’Al Moukalla est actif depuis des siècles. Après la révolution de 1967, l’augmentation de la population (323 000 en 2007) entraîne le développement des faubourgs, ce qui retire à la ville une partie du charme qu'elle avait su préserver.

## Histoire

### Histoire ancienne
La ville aurait été fondée en 1035 comme port de pêche.
La région a longtemps été (historiquement) intégrée au sultanat d'Oman.

### Histoire moderne
Elle a été un des deux centres urbains d'un État indépendant,  l’État Quaiti de Chihr et Moukalla (1858-1967), sous protectorat britannique de 1888 à 1967.
Parmi les tribus issues de Tamud, certaines ont vécu à Wadi Doan (en), à Al Mukalla ainsi qu'en Wadi Hadramaout. 
Une des dernières tribus bien connue de l’histoire de cette terre est celle d’Ahl Al Bar, dont le cheikh (chef de tribu) Al Cheik Abdallah Ben Saad Ben Omar Ben Abdourahman Al Bar a vécu à Wadi Doan et plus particulièrement à Kureba. Son fils Said Ben Abdallah Ben Saad Al Bar, navigateur du XXe siècle, est capturé en 1913 par l’armée française dans la colonie de Diégo Suarez à Madagascar, puis enrôlé de force dans l’armée pour la Première Guerre mondiale. 
Les petits-fils de ce chef de tribu sont actuellement émigrés en Indonésie, en Malaisie, à Bruneï, à Djibouti et au Soudan.

### Histoire récente
La ville est occupée par les terroristes d'AQPA d'avril 2015 à avril 2016 lors de l'insurrection djihadiste au Yémen.
Le 24 avril 2016, les forces spéciales des Emirats arabes unis, aidées par les forces spéciales américaines, ont organisé un débarquement pour reprendre la ville. À la suite de cette opération, près de 250 membres supposés d'AQPA sont arrêtés.